# Zawodzie (Nysa)
Zawodzie (niem. Obermährengasse, Mährengasse) – nieoficjalna część Nysy. Położona po północnej stronie rzeki Nysy Kłodzkiej. 
Obszar Zawodzia obejmuje zachodnią część obszaru wewnątrz linii fortów po północnej stronie rzeki Nysy Kłodzkiej. Wyznaczają ją:
- linia kolejowa nr 137
- rzeka Nysa Kłodzka
- granica obszaru po Fabryce Samochodów Dostawczych
- ulica Ignacego Krasickiego

Zawodzie sąsiaduje z dzielnicami: Radoszyn, Jędrzychów, Podzamcze oraz Śródmieście.
Najważniejsze obiekty na terenie dzielnicy to: kościół Św. Franciszka oraz strefa inwestycyjna na terenie byłej FSD.

## Występowanie nazwy
Nazwa Zawodzie nie występuje w zestawieniu części miasta w TERYT, nie występuje w zestawieniu Państwowego Rejestru Nazw Geograficznych. Nazwa występuje na mapach rastrowych w Geoportal.